# Paranaphoidea eucalypti
Paranaphoidea eucalypti är en stekelart som beskrevs av Girault 1925. Paranaphoidea eucalypti ingår i släktet Paranaphoidea och familjen dvärgsteklar. Inga underarter finns listade i Catalogue of Life.